# Mordellistena mihoki
Mordellistena mihoki is een keversoort uit de familie spartelkevers (Mordellidae). De wetenschappelijke naam van de soort is voor het eerst geldig gepubliceerd in 1977 door Ermisch.